# São Julião (Gouveia)
São Julião ist ein Ort und eine ehemalige Gemeinde (Freguesia) im portugiesischen Kreis Gouveia. Die Gemeinde hatte 1673 Einwohner (Stand 30. Juni 2011).
Am 29. September 2013 wurden die Gemeinden Gouveia (São Julião) und Gouveia (São Pedro) zur neuen Gemeinde União das Freguesias de Gouveia (São Pedro e São Julião) zusammengeschlossen.